# Helgoland (Schiff, 1914)
SMS Helgoland war ein Rapidkreuzer der k.u.k. Kriegsmarine. Sie gehörte zu den Kreuzern der verbesserten Novara-Klasse. Die Helgoland erhielt ihren Namen nach dem als erfolgreich betrachteten Seegefecht vor Helgoland unter Linienschiffskapitän Tegetthoff gegen die Dänen am 9. Mai 1864. Sie diente im Ersten Weltkrieg und anschließend unter dem Namen Brindisi in der Marine Italiens, bis sie 1937 abgewrackt wurde.

## Baugeschichte
Als im März 1911 Österreich-Ungarn ein Programm zur Flottenmodernisierung beschlossen hatte, zählt zu diesem unter anderem auch der Kleine Kreuzer (In Österreich auch Rapidkreuzer genannt) Helgoland. Hierbei handelte es sich um ein verbessertes Schiff der Admiral-Spaun-Klasse von 1906. Die Kiellegung erfolgte am 28. Oktober 1911 bei der Werft Ganz et Cie. – Danubius in Fiume, (heute: "Werft 3. Maij"). Durch Gewichtsreduzierungen (51 t) bei der Maschinenanlage (die Marschturbinen wurden weggelassen) war es möglich geworden, Schotten und Schiffskörper zu verstärken (21 t), sowie die Hauptartillerie um 2 Geschütze zu erhöhen (31 t). Obwohl die vorgesehene Bewaffnung mit nur 10-cm-Geschützen bereits bei Planungsbeginn als nicht ausreichend angesehen wurde, konnten sich die Befürworter einer 15-cm-Hauptartillerie nicht durchsetzen. Während des Krieges sollte sich das als schweres Manko erweisen. Der Stapellauf erfolgte am 23. November 1912 und die Indienststellung am 30. Oktober 1914.

## Einsatzgeschichte
- 2. November 1914 – Vorstoß gegen die auf der Insel Lissa gelandeten französischen Truppen
- 21./22. Dezember 1914 – vergeblicher Versuch, den französischen Kreuzer Jules Michelet zu stellen
- 18./19. Februar 1915 – Vorstoß in die Straße von Otranto. Sichtkontakt mit dem griechischen Kreuzer Elli
- 23. Mai 1915 – Einsatz der gesamten k.u.k. Flotte gegen die italienische Ostküste. Die Helgoland beschießt Ziele in Barletta. Gefecht mit italienischem Kreuzer Libia, dem Hilfskreuzer Città di Catania und dem Zerstörer Turbine. Letzterer wird schwer beschädigt und noch am gleichen Tag von k.u.k. Zerstörern Csepel und Tatra durch Artillerie versenkt.
- 22./23. Juli 1915 – Beschießung von Ortona
- 17. August 1915 – Im Verband mit Saida Beschießung der Insel Pelagosa
- 22./23. November 1915 – Im Verband mit der Saida Aufklärung in der Straße von Otranto
- 5./6. Dezember 1915 – Im Verband mit der Saida Aufklärung in der Straße von Otranto
- 29. Dezember 1915 – Aufklärung in der Straße von Otranto. Französisches Unterseeboot Monge gerammt, Beschießung des seit Juni 1915 von Italien besetzten Durazzo im Fürstentum Albanien, bei der Rückfahrt Feindberührung mit britischem Kreuzer Dartmouth und italienischem Kreuzer Quarto. Absetzgefecht quer über die Adria bis vor Bari, bei Nacht kann sich SMS Helgoland vom Feind lösen und nach Sebenico laufen.
 Eigene Verluste: zwei Mann tot, bei fünf erhaltenen Treffern.
- 3. Februar 1916 – Im Verband mit dem Panzerkreuzer Sankt Georg Beschießung von St. Vito und Ortona.
- 4./5. Juli 1916 – Aufklärungsfahrt zur Sperre der Straße von Otranto
- 28./29. August 1916 – Vorstoß mit der gesamten k.u.k. Flotte zur italienischen Ostküste

### Schlacht bei Otranto
Am 14. und 15. Mai 1917 lief die Helgoland unter dem Kommando von Erich Heyssler im Verband mit Novara und Saida aus, um die Sicherungsfahrzeuge der Otranto-Sperre anzugreifen. Zwei Zerstörer starteten am frühen Morgen einen Ablenkungsangriff nahe der albanischen Küste, die daraufhin in Richtung Italien fliehenden Netzleger (mit einer Kanone bewaffnete Fischereifahrzeuge) wurden von den drei, auf der Lauer liegenden Kreuzern gestellt, die 14 von ihnen versenkten und weitere in Brand schossen. Helgoland rettete 18 Seeleute der gesunkenen Netzleger, bevor die Flotte den Rückzug antrat. Drei französische Zerstörer und der italienische "esploratore" Carlo Mirabello holten die Flotte ein, waren aber zu schwach um einen Kampf zu wagen. Zwei besser bewaffnete britische geschützte Kreuzer, Bristol und Dartmouth trafen Novara jedoch schwer und Helgoland mit fünf 152-mm-Granaten. Ein Seemann wurde getötet, 17 verwundet. Bei Nachrichten vom Herannahen einer k.u.k. Verstärkungsflotte brachen die Verfolger ab. Die Novara musste von der Saida abgeschleppt werden.
Am 19. Oktober 1917 beschoss der Kreuzer italienische Anlagen in Valona.

### Matrosenaufstand
Unter dem Eindruck einer sehr schlechten Versorgungslage brach 1. Februar 1918 in der Bucht von Cattaro ein Aufstand unter den Besatzungen mehrerer k.u.k. Schiffe aus. Die Mannschaft der Helgoland und anderer kleinerer Schiffe schloss sich nicht an. Das Führungsschiff der Meuterer, der Panzerkreuzer Sankt Georg richtete daraufhin seine Hauptartillerie auf die Helgoland, so dass sich Kapitän Heyssler gezwungen sah, die Rote Fahne hissen zu lassen. Die Aufständischen trauten der Mannschaft der Helgoland jedoch nicht und strahlten das Schiff die Nacht über mit Suchscheinwerfern an. Als loyale Armeetruppen am nächsten Tag den Hafen einzuschließen begannen, legte die Helgoland unter dem Vorwand ab, sich aus der Reichweite von deren Geschützen bewegen zu wollen. Heyssler gelang es seine Besatzung mit einer Rede wieder auf den Kaiser einzuschwören und das Schiff spielte bei der Beendigung des Aufstandes eine Schlüsselrolle.
Am 9. Juni 1918 wurde in der Bucht von Cattaro ein Verband von zwei Kreuzern, Helgoland und Novara, sowie vier Zerstörern als Angriffsgruppe zusammengestellt. Ziel war wieder die Otranto-Sperre. Wegen der zwischenzeitlichen Versenkung des Schlachtschiffes Szent István wurde das Unternehmen jedoch abgesagt.
Am 9./10. Oktober 1918 bildete die Helgoland zusammen mit der Novara und vier Zerstörern die Sicherungsgruppe für den Durazzo-Konvoi.

### Nach dem Weltkrieg
Bei Kriegsende lag das Schiff in Gjenovic (Bucht von Cattaro). Es wurde Ende 1919 unter französischer Aufsicht nach Bizerta geschleppt. Ende Januar 1920 wurde die Helgoland von der alliierten Marinedelegation in Paris Italien als Kriegsbeute zugesprochen und am 19. September 1920 als Brindisi in die italienische Marine eingereiht. Am 25. November 1929 ging das Schiff außer Dienst. Nach einer Verwendung als Wohnschiff wurde es am 11. März 1934 aus der Flottenliste gestrichen und danach 1937 in Triest abgewrackt.